# Hanns Richter-Meinhold
Hanns Richter-Meinhold (* 5. Juli 1890 in Lissabon, Portugal; † 14. März 1981 in Dresden) war ein deutscher Ingenieur, Montanwissenschaftler und Hochschullehrer.

## Leben und Werk
Richter-Meinhold wurde in Portugal geboren. Nach dem Schulbesuch in Dresden absolvierte er eine Meisterlehre, studierte Eisenhüttenwesen an der Bergakademie Freiberg und  erlangte dort den Abschluss als Diplom-Ingenieur. 1928 wurde er Betriebsleiter in der Druckerei und Verlag C.C. Meinhold & Söhne in Dresden und übernahm 1939 die Geschäftsführung. Nach Ende des Krieges wurde er in Bautzen inhaftiert. 1951 wurde er wissenschaftlicher Mitarbeiter an der Bergakademie Freiberg und erhielt dort 1954 den Lehrbeauftrag für Hüttenkunde und dies parallel auch am Institut für Ingenieurökonomie der Technischen Hochschule. 1956 promovierte er an der Bergakademie Freiberg zum Dr.-Ing. und wurde ohne Habilitation 1956 Titularprofessor für Hüttenkunde. Von 1959 bis 1968 war Richter-Meinhold Professor mit Lehrauftrag für Allgemeine Maschinenkunde an der späteren Technischen Universität Dresden.

## Schriften (Auswahl)
- Eisenhüttenkunde. Lehrbriefe für das Fachschul-Fernstudium. 1.–14. Lehrbrief. Freiberg/Sa. 1954.
- Henry Bessemer, Sidney Gilchrist Thomas. Teubner, Leipzig 1981.